# Lucas Carvalho da Silva
Lucas Carvalho da Silva (1 de abril de 1996) es un futbolista brasileño que juega como defensa.

## Trayectoria

### Clubes
| Club           | País   | Año    |
| -------------- | ------ | ------ |
| Sampaio Corrêa | Brasil | 2015   |
| Democrata      | Brasil | 2017   |
| Tupi           | Brasil | 2017   |
| Cruzeiro       | Brasil | 2018   |
| Veranópolis    | Brasil | 2018   |
| SC Sagamihara  | Japón  | 2019 - |